# Pasaporte esloveno
El pasaporte esloveno (en esloveno: slovenski potni list) se expide a los ciudadanos de Eslovenia con el propósito de realizar viajes internacionales. Todos los ciudadanos eslovenos lo son también de la Unión Europea. El pasaporte, junto con el documento nacional de identidad, otorga los derechos de libre circulación y residencia en cualquiera de los estados de la Unión Europea, Espacio Económico Europeo y Suiza, como consecuencia del derecho de libre circulación y residencia otorgado en el artículo 21 del Tratado de la UE.
El documento nacional de identidad esloveno también es válido para viajar a otras antiguas repúblicas yugoslavas, las cuales son Croacia, Bosnia y Herzegovina, Macedonia, Montenegro y Serbia.

## Apariencia física
Los pasaportes eslovenos Archivado el 6 de octubre de 2022 en Wayback Machine. son del mismo color burdeos que otros pasaportes europeos, con el escudo de armas de Eslovenia estampado en el centro de la portada. Las palabras evropska unija (español: Unión Europea) y republika slovenija (español: República de Eslovenia) están inscritos encima del escudo de armas y la palabra potni list (español: pasaporte) está inscrita a continuación. Los pasaportes emitidos en las zonas oficialmente bilingües de Eslovenia también tienen texto en italiano o húngaro debajo del esloveno. Estos son unione europea, repubblica di slovenia y passaporto en italiano y európai unió, szlovén köztársaság y útlevél en húngaro. Los pasaportes eslovenos tienen el símbolo biométrico estándar en la parte inferior y utilizan el diseño estándar de la UE.

## Requisitos de visado
En enero de 2023, los ciudadanos eslovenos tenían acceso sin visado o con visado a la llegada a 182 países y territorios, lo que sitúa al pasaporte esloveno en el puesto 11 en términos de libertad de viaje (empatado con los pasaportes húngaro, letón, lituano y eslovaco), ocupando así la posición más alta de los estados de la antigua Yugoslavia, según el Índice de Pasaportes Henley.